# Çò des d'Arroes
Çò des d'Arroes és un monument del municipi de Les (Vall d'Aran) inclòs en l'Inventari del Patrimoni Arquitectònic de Catalunya.

## Descripció
Antic habitatge amb els edificis disposats en forma de "L" de manera que en la banda del carrer trobem la "galeria" amb el portal aixoplugat per una balconada de fusta oberta pels dos costats, i en la banda llarga, la casa seguidora d'una "borda" adossada. La façana principal orientada a migdia i paral·lela a la "capièra" presenta cinc obertures en les dues plantes, agrupades 2-1-2 per les faixes verticals, de manera que destaca l'eix central amb la porta i un balcó al damunt, amb un arc de mig punt. Completen la divisió de plafons, un sòcol, una motllura separant les plantes i un ràfec esglaonat.
Els paraments han estat arrebossats i emblanquinats. La coberta d'encavallades de fusta suporta un llosat de pissarra, bàsicament de dues aigües, amb un "tresaigües" en el frontís, i una estructura graonada de "penaus" entre la casa i la borda la qual aprofita la "humenèja".

## Història
D'ençà de l'any 1837 surt documentat Les com a seu de l'arxiprestat de la Vall inferior, en substitució del de Vilac. Segons digué S. Temprado el fundador d'aquesta casa fou l'arxipreste Joan Arró (1863), original de Vila, essent succeït pel nebot Manuel Arró Ademà, registrador de la propietat (Vielha) i jutge de primera instància, a més d'accionista majoritari dels Banhs de Lés.